# Heinrich Severloh
Heinrich Severloh (23 de junho de 1923 — 14 de janeiro de 2006) foi um soldado alemão que serviu na Wehrmacht (as forças armadas da Alemanha Nazista) durante a Segunda Guerra Mundial, conhecido por suas ações na Normandia durante o Dia-D, em junho de 1944. Seus feitos se tornaram conhecidos com a publicação do seu livro WN 62 – Erinnerungen an Omaha Beach Normandie, 6. Juni 1944, publicado em 2000, onde descreveu seus feitos em guerra, quando manuseou uma metralhadora MG42 durante o desembarque de tropas americanas na Praia de Omaha, onde teria matado centenas de soldados inimigos.

## Biografia

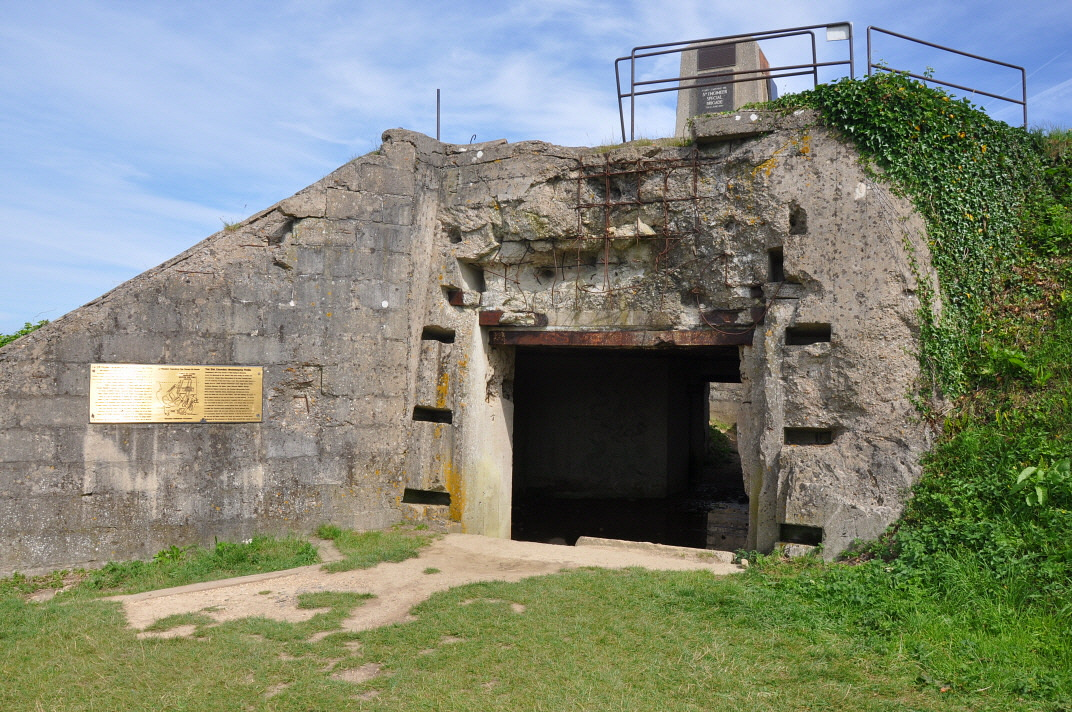
A casamata WN-62, onde Severloh e seus companheiros lutaram no Dia-D.

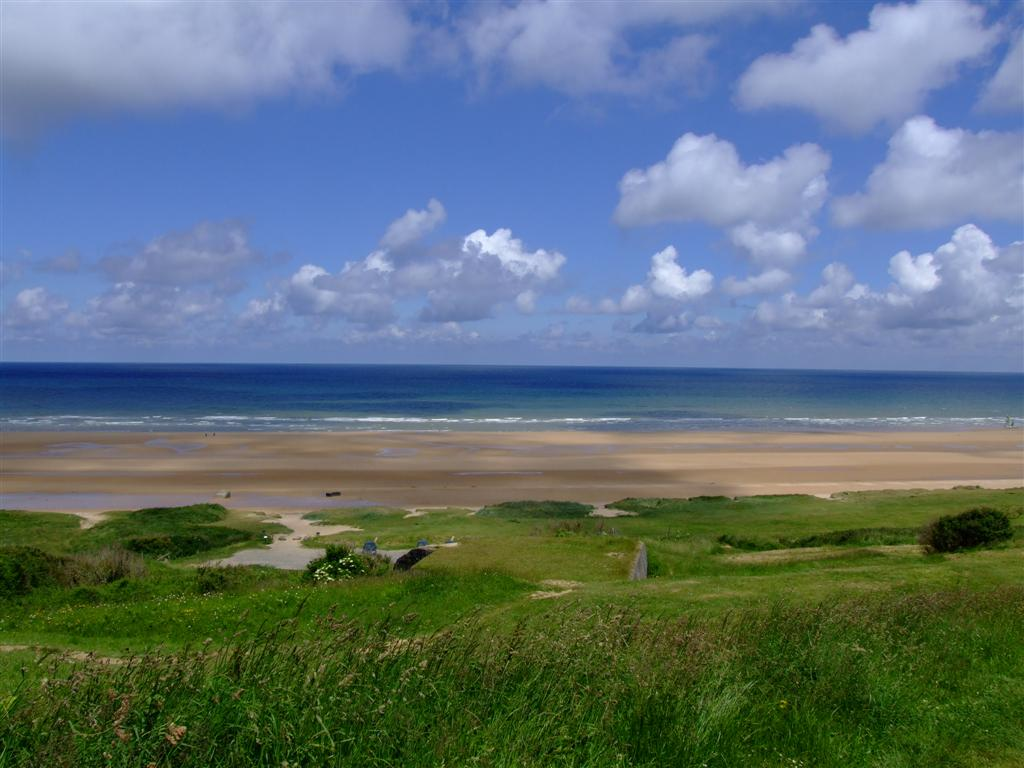
A visão que Severloh tinha da praia de Omaha.

Severloh nasceu numa família de fazendeiros em Metzingen, na Charneca de Lüneburg, no norte da Alemanha, perto da cidade de Celle.
Ele foi conscrito nas forças armadas alemãs (a Wehrmacht) em julho de 1942, aos 19 anos de idade, e serviu na 19ª Divisão de Artilharia Leve em Hanôver. Em agosto, foi transferido para o 321º Regimento na França. Cinco meses depois, foi enviado para o Frente Oriental. Durante seu serviço no leste, foi repreendido por seu oficial superior por fazer "comentários dissidentes". Durante sua punição física ele saiu tão machucado que acabou ficando quase seis meses em um hospital. Quando se recuperou, foi dispensado e voltou para a fazenda da sua família onde ajudou na colheita. Realistado em outubro de 1943, foi mandado para a escola de sub-oficiais em Brunswick.
Em 1944, Severloh foi mandado novamente para a França, onde ficou estacionado na Normandia, na posição WN-62, manuseando uma metralhadora MG42, cerca de 50 metros acima da praia, sob comando do tenente Bernhard Frerking, como parte da 716ª Divisão baseada em Houtteville.
Em 6 de junho de 1944, soldados do exército dos Estados Unidos começaram a desembarcar na Praia de Omaha. Aviões bombardearam a posição de Severloh, mas ele e a maioria dos seus companheiros sobrevieram. Os alemães começaram a disparar contra a força de invasão. Com sua MG42, Heinrich Severloh acertou centenas de militares americanos que se aproximavam, pegando seu rifle toda a vez que o cano de sua metralhadora esquentava demais, mantendo o fogo constante sobre o inimigo. Severloh afirmou ter disparado 13 500 balas de metralhadora e 400 de rifle antes de ser obrigado a abandonar sua posição devido ao bombardeio naval americano. Em uma entrevista em 2004, ele afirmou ter acertado mais de mil soldados inimigos, ou talvez até dois mil. A maioria dos historiadores, tanto alemães quanto americanos, não acreditam nestes números, porém confirmam que ele de fato matou dezenas ou talvez centenas de soldados americanos e a posição onde serviu foi importante na defesa de Omaha. Nas poucas vezes que deu entrevistas sobre o ocorrido no Dia-D, Heinrich Severloh sempre falava de suas experiências com pesar, mostrando arrependimento por seus feitos e pelo regime que serviu.
Quando sua posição começou a ser alvejada por navios americanos, Severloh, ferido no rosto, foi obrigado a recuar. Soldados americanos começaram a sobrepujar as praias e contra-atacar. Com a conivência do seu comandante, o tenente Bernhard Frerking, ele abandou Omaha e começou a correr por sua vida. O tenente Frerking e a maioria dos homens de sua companhia foram mortos, mas Severloh e outros dois soldados, Kurt Warnecke e Franz Gockel, conseguiram escapar e fugir para Colleville-sur-Mer. Severloh foi então capturado pelo exército americano e enviado para os Estados Unidos, em Boston, onde serviu em um campo de trabalhos forçados para prisioneiros de guerra alemães. Em 1946, foi transferido para outro campo de trabalho, em Bedfordshire, na Inglaterra. Em março de 1947, após seu pai enviar uma carta para o exército britânico, ele foi solto e mandado de volta para a fazenda de sua família.
Em 1960, o autor Paul Carell publicou seu livro Sie kommen! Die Invasion der Amerikaner und Briten in der Normandie 1944. Partes desta obra utilizaram testemunhos de Heinrich Severloh. Nessa mesma década, Severloh entrou em contato com o capelão militar David Silva, um veterano do Dia-D que havia sido ferido com três tiros em Omaha. Eles se encontraram várias vezes. Uma delas, em 2005, aconteceu na Normandia. Um ano antes, em um dos seus encontros, foi gravado o documentário "Mortal enemies of Omaha Beach – the story of an unusual friendship", pelo cineasta Alexander Czogalla.
Em 2000, Severloh escreveu suas memórias, WN 62 – Erinnerungen an Omaha Beach Normandie, 6. Juni 1944, com Helmut Konrad von Keusgen como seu ghost-writer.
Severloh faleceu em 14 de janeiro de 2006, em Lachendorf, próximo de sua casa em Metzingen, aos 82 anos de idade.